# World Games 2017/Sumō
Bei den World Games 2017 wurden vom 22. bis 23. Juli 2017 insgesamt acht Wettbewerbe im Sumō durchgeführt.

## Wettbewerbe und Zeitplan
| Wettbewerbe   | Juli | Juli |
| Damen         | 22.  | 23.  |
| ------------- | ---- | ---- |
| Leichtgewicht |      |      |
| Mittelgewicht |      |      |
| Schwergewicht |      |      |
| Offene Klasse |      |      |
| Herren        | 22.  | 23.  |
| Leichtgewicht |      |      |
| Mittelgewicht |      |      |
| Schwergewicht |      |      |
| Offene Klasse |      |      |

|  | Qualifikation |  | Finale |

## Ergebnisse Damen

### Leichtgewicht
| Platz | Land        | Sportlerin                 |
| ----- | ----------- | -------------------------- |
| 1     | Ukraine     | Svitlana Trosiuk           |
| 2     | Brasilien   | Luciana Montgomery Higuchi |
| 3     | Polen       | Magdalena Macios           |
| 4     | Japan       | Yuka Okutomi               |
| 5     | Deutschland | Julia Dorny                |
| 6     | Ungarn      | Fruzsina Forgo             |
| 7     | Mongolei    | Undrakhzaya Nyamsuren      |
| 8     | Norwegen    | Rikke Juell Bugge          |

### Mittelgewicht
| Platz | Land        | Sportlerin                   |
| ----- | ----------- | ---------------------------- |
| 1     | Mongolei    | Munkhtsetseg Otgon           |
| 2     | Japan       | Asano Ota                    |
| 3     | Ukraine     | Maryna Maksymenko            |
| 4     | Japan       | Hikaru Mizunuma              |
| 5     | Brasilien   | Fernanda Rojas Pelegrini     |
| 6     | Brasilien   | Daniela De Oliviera Vaqueiro |
| 7     | Brasilien   | Juliana de Paula Medeiros    |
| 8     | Deutschland | Kerstin Schmidtsdorf         |

### Schwergewicht
| Platz | Land        | Sportlerin             |
| ----- | ----------- | ---------------------- |
| 1     | Russland    | Anna Poliakova         |
| 2     | Russland    | Olga Davydko           |
| 3     | Thailand    | Viparat Vituteerasan   |
| 4     | Ukraine     | Ivanna Berezovska      |
| 5     | Brasilien   | Sarah Gomes            |
| 6     | Deutschland | Johanna Doris Schumann |
| 7     | Deutschland | Anika Schulze          |
| 8     | Ungarn      | Vivien Sarkany         |

### Offene Klasse
| Platz | Land      | Sportlerin                   |
| ----- | --------- | ---------------------------- |
| 1     | Russland  | Anna Polikanova              |
| 2     | Ukraine   | Ivanna Berezovska            |
| 3     | Russland  | Olga Davydko                 |
| 4     | Venezuela | Maria Cedeno                 |
| 5     | Brasilien | Fernanda Rojas Pelegrini     |
| 6     | Brasilien | Daniela De Oliviera Vaqueiro |
| 7     | Brasilien | Luciana Montgomery Higuchi   |
| 8     | Brasilien | Juliana de Paula Medeiros    |

## Ergebnisse Herren

### Leichtgewicht
| Platz | Land               | Sportler             |
| ----- | ------------------ | -------------------- |
| 1     | Russland           | Batyr Altyev         |
| 2     | Vereinigte Staaten | Trent Sabo           |
| 3     | Polen              | Pawel Wojda          |
| 4     | Ägypten            | Fathy Abouelrokb     |
| 5     | Australien         | Joel Kindred         |
| 6     | Australien         | Thomas Traill        |
| 7     | Brasilien          | Cristiano Silva Mori |
| 8     | Ägypten            | Abdelrahman Elsefy   |

### Mittelgewicht
| Platz | Land       | Sportler               |
| ----- | ---------- | ---------------------- |
| 1     | Russland   | Atsamaz Kaziev         |
| 2     | Ägypten    | Misbah Hossam          |
| 3     | Mongolei   | Usukhbayar Ochirkhuu   |
| 4     | Polen      | Aron Rozum             |
| 5     | Australien | Daniel Bazzana         |
| 6     | Australien | Eoghn Jorge Tivoli     |
| 7     | Brasilien  | Takahiro Higuchi       |
| 8     | Georgien   | Giorgi Meshvildishvili |

### Schwergewicht
| Platz | Land      | Sportler               |
| ----- | --------- | ---------------------- |
| 1     | Russland  | Vasilii Margiev        |
| 2     | Ägypten   | Ramy Belal             |
| 3     | Japan     | Soichiro Kurokawa      |
| 4     | Japan     | Kojiro Kurokawa        |
| 5     | Brasilien | Flavio Tooru Kosaihira |
| 6     | Ägypten   | Ibrahim Abdellatif     |
| 7     | Georgien  | Avtandil Tsertsvadze   |
| 8     | Hongkong  | Brandon Ng Tsz-Shing   |

### Offene Klasse
| Platz | Land       | Sportler           |
| ----- | ---------- | ------------------ |
| 1     | Russland   | Vasilii Margiev    |
| 2     | Russland   | Batyr Altyev       |
| 3     | Japan      | Hayato Miwa        |
| 4     | Japan      | Soichiro Kurokawa  |
| 5     | Australien | Joel Kindred       |
| 6     | Australien | Eoghn Jorge Tivoli |
| 7     | Australien | Thomas Traill      |
| 8     | Australien | Daniel Bazzana     |

## Medaillenspiegel
| Medaillenspiegel | Medaillenspiegel   | Medaillenspiegel | Medaillenspiegel | Medaillenspiegel | Medaillenspiegel |
| Platz            | Land               | G                | S                | B                | Gesamt           |
| ---------------- | ------------------ | ---------------- | ---------------- | ---------------- | ---------------- |
| 01               | Russland           | 6                | 2                | 1                | 9                |
| 02               | Ukraine            | 1                | 1                | 1                | 3                |
| 03               | Mongolei           | 1                | 0                | 1                | 2                |
| 04               | Ägypten            | 0                | 2                | 0                | 2                |
| 05               | Japan              | 0                | 1                | 2                | 3                |
| 06               | Brasilien          | 0                | 1                | 0                | 1                |
| 06               | Vereinigte Staaten | 0                | 1                | 0                | 1                |
| 08               | Polen              | 0                | 0                | 2                | 2                |
| 09               | Thailand           | 0                | 0                | 1                | 1                |
| Total            | Total              | 8                | 8                | 8                | 24               |